# روديو (رياضة)
الروديو (Rodeo) (/[invalid input: 'icon']ˈroʊdiːoʊ/ أو /roʊˈdeɪ.oʊ/) هي رياضة تنافسية نشأت من ممارسات الأعمال المتعلقة برعي الماشية في إسبانيا والمكسيك ثم الولايات المتحدة وكندا وأمريكا الجنوبية وأستراليا. وهي مبنية بالأساس على المهارات المطلوبة لـرعاة البقر العاملين وظهرت في المناطق التي تعرف اليوم بغرب الولايات المتحدة وغرب كندا وشمال المكسيك. وفي يومنا هذا، تعد من الأحداث الرياضية المكونة من فعاليات تتضمن مشاركة الخيل وغيرها من الماشية ويقصد بها اختبار مهارة وسرعة الرياضي راعي البقر وراعية البقر المشارك في المنافسة. وتتألف مسابقات الروديو لرعاة البقر المحترفين عمومًا من الفعاليات التالية: التقييد بالحبل والتقييد الجماعي وصراع التوجيه وركوب الجواد المسرج وركوب الجواد غير المسرج وركوب الثيران وسباق البرميل. وتنقسم هذه الفعاليات إلى صنفين أساسيين: فعاليات الماشية المزعجة والفعاليات المحددة بزمن. وقد توجد فعاليات أخرى مثل تقييد العجول الضّالة أو ربط الماعز أو التثبيت بين الأعمدة ضمن المسابقات بحسب المنطقة وتنظيم العقوبات فيها.
وتعد رياضة الروديو، التي تحظى اليوم بشهرة واسعة ولا سيما في إقليم ألبرتا الكندي، الرياضة الرسمية في أرجاء غرب الولايات المتحدة في وايومنغ وداكوتا الجنوبية وتكساس. كما يعد الرسم الأيقوني لصورة «فارس على صهوة جواد واثب» هي العلامة التجارية الاتحادية والمسجلة حكوميًا في ولاية وايومنغ. وأقر المجلس التشريعي في ألبرتا أن مسابقة الروديو هي الرياضة الرسمية للإقليم، إلا أنه لم يتم إقرار التشريعات التنظيمية.
وفي أمريكا الشمالية، تقوم رابطة مسابقات رعاة البقر للمحترفين (PRCA) ورابطة مسابقات رعاة البقر للمحترفات (WPRA) على تنظيم مسابقات الروديو لرعاة البقر المحترفين، في حين تجد روابط أخرى لمسابقات الروديو للأطفال والمدارس الثانوية والجامعات والناشئين. وهناك أيضًا جمعيات واتحادات للأمريكيين المحليين وغيرها من الأقليات. ويبدأ الموسم التقليدي لمنافسات الروديو من الربيع وحتى الخريف، في حين تستمر دورة مسابقة روديو رعاة البقر المحترفين لمدة أطول وتنتهي بالنهائيات الوطنية لمسابقات الروديو (NFR) في لاس فيجاس ونيفادا التي تعقد حاليًا في ديسمبر.
لقد لاقت مسابقات الروديو معارضة شديدة من مناصري حقوق الحيوان ورفاهة الحيوان الذين احتجوا بوجود عدد من المنافسات التي تمثل عنف ضد الحيوان. وحققت صناعة مسابقات الروديو الأمريكية خطوات ناجحة على طريق تحسين رفاهة الحيوانات المشاركة في المسابقات، واضعين متطلبات خاصة من الرعاية البيطرية وتنظيمات أخرى من شأنها أن تحمي هذه الحيوانات. ومع ذلك، يعترض عدد من منظمات رفاهة الحيوان في الولايات المتحدة وكندا. وقامت بعض الحكومات المحلية والرسمية في أمريكا الشمالية بحظر وتقييد مسابقات الروديو وبعض فعالياتها وأنواع من المعدات المستخدمة فيها. وعلى المستوى العالمي، يحظر ممارسة تلك المسابقة في المملكة المتحدة وهولندا، وتضع بعض الدول الأوروبية قيودًا على ممارسات بعينها.

## وصلات خارجية
- National Cowboy and Western Heritage Museum - Oklahoma City, Oklahoma